# Бимендина, Лариса Амировна
Лариса Амировна Бимендина (род. 14 января 1942, с. Алексеевка Акмолинской области), — советский казахский ученый, доктор химических наук (1990), профессор (1994), лауреат Государственной премии КазССР за исследования полимеров.

## Биография
Окончила Московский государственный университет (1965). С 1967 и до выхода на пенсию работала в Институте химических наук АН Казахстана. В 1970 защитила кандидатскую диссертацию по теме «Исследование свойств растворов полимеров некоторых производных двухосновных кислот».
Продолжила работу в тесном сотрудничестве с д.х.н. Е. А. Бектуровым, результатом которого стали две коллективные монографии 1977 и 1982 годов, Лариса Амировна указана их соавтором. Есен Бектуров — сын академика Абикена Бектурова, основателя Института химических наук, — дальнейшее сотрудничество с ним привело обоих к получению Государственной премии КазССР в 1986 году за исследование «Полимеры, растворимые в воде и их комплексы».
В 1989 году Л. А. Бимендина защитила докторскую диссертацию по теме «Интерполимерные комплексы полимеров и сополимеров, стабилизированные водородными связями, в растворах», после чего продолжила исследования в области физической химии полимеров. Последняя монография, — «Самоорганизация органических и неорганических полимеров в воде», — издана в Алма-Ате в 1999 году.
Кроме монографий Лариса Амировна Бимендина является автором зарегистрированных в РК патентов:
- Ингибитор сероводородной коррозии металлов (№ предварительного патента: 7905, 16.08.1999)
- Способ полученя полимеров (№ предварительного патента: 15825,, 15.06.2005)
- Способ предотвращения ветровой миграции радиационно-зараженных почв интерполимерными комплексами (№ предварительного патента: 18988, 18.12.2007);